# Medical venturers
Medical Venturers ou MedVents est un programme créé par des groupes de Scouts Canada. Le programme veut enseigner de nouvelles compétences aux membres qui les appliqueront, peut-être, à l'intérieur et à l'extérieur des activités. Il est destiné aux jeunes, garçons et filles, âgés de 14 à 26 ans.

## Programme

### Program Sections
Les Medical Venturers incluent des membres de deux groupes, ouverts aux garçons comme aux filles :
- Des Venturers de 14 à 17 ans
- Des Rovers de 18 à 26 ans

### Camps
Les Medical Venturers sont présents sur les camps comme participants, mais aussi comme personnel.
Quand ils sont sur un camp, ils doivent être prêts à donner les premiers soins n'importe où sur le camp en quelques minutes.
Les Medical Venturers vont aussi dans des camps pour s'entraîner. Des groupes sont scindés et changés avec d'autres. Ça permet aux participants de voir comment travaillent les autres, et d'augmenter les compétences de chacun.
Les individus apprennent et aussi enseignent toutes les compétences qu'ils acquièrent quand ils sont dans ces groupes.